# Gare d'Île-Napoléon
La gare d'Île-Napoléon est une gare ferroviaire française, située au lieu-dit Île Napoléon, à cheval sur les territoires des communes d'Illzach et de Rixheim, près de Mulhouse, dans le département du Haut-Rhin, en région Grand Est.
Elle est fermée au trafic voyageurs mais dessert toujours une installation terminale embranchée. Le site comportait également un important dépôt de locomotives.

## Situation ferroviaire
Établie à 241 mètres d'altitude, la gare d'Île-Napoléon est située au point kilométrique (PK) 4,520 de la ligne de Mulhouse-Ville à Chalampé, entre la gare ouverte de Mulhouse-Ville et la gare fermée de Grunhutte.
Le document de référence du réseau (DRR) pour l'horaire de service 2019 indique que la gare dessert une installation terminale embranchée (ITE). L’ITE est celle de l’usine Stellantis de Mulhouse.

## Histoire

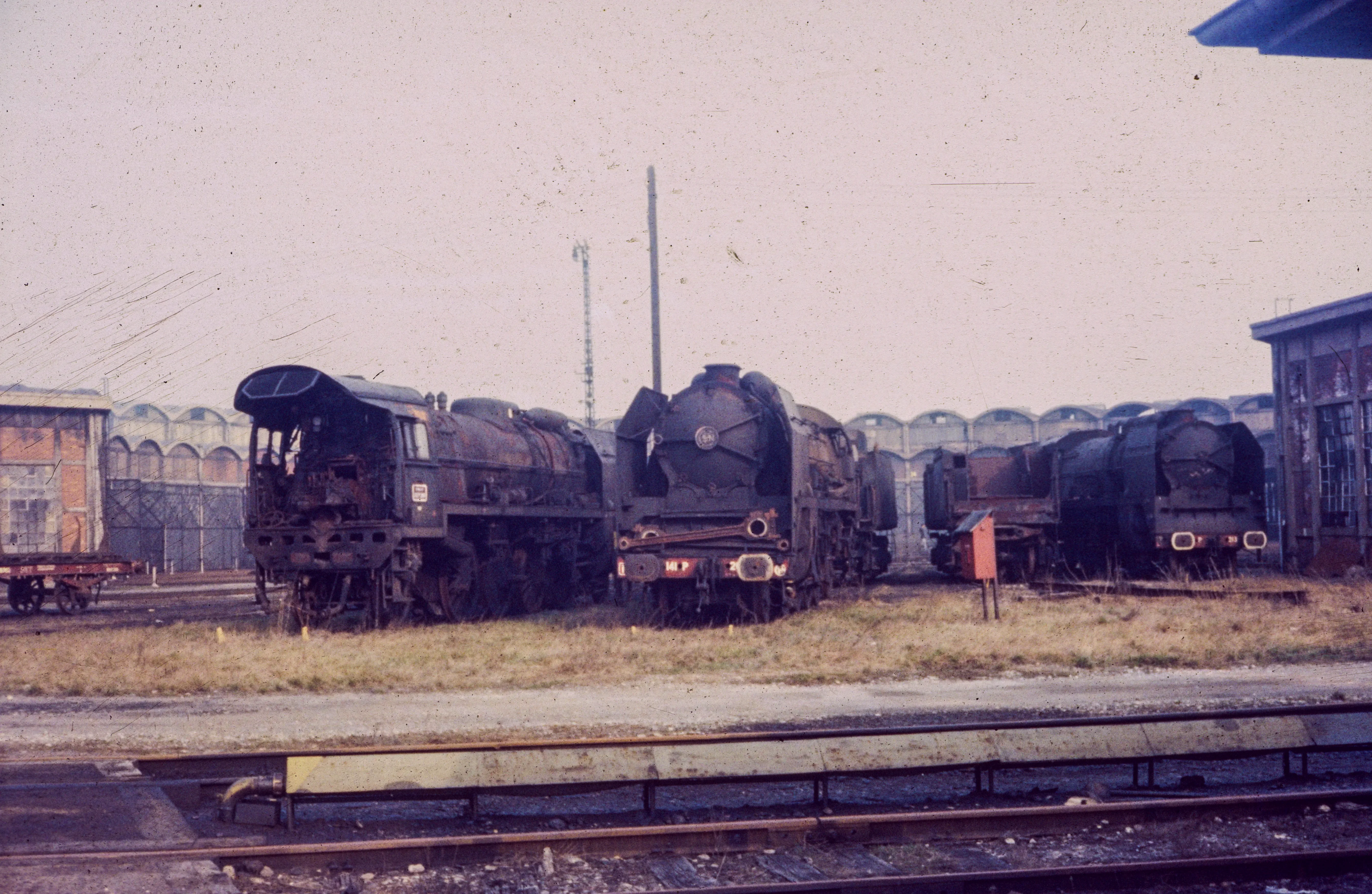
Locomotives à la casse 1968

La gare d'Île-Napoléon, à l'époque « Napoleonsinsel », est mise en service le 6 février 1878 par la Direction générale impériale des chemins de fer d'Alsace-Lorraine (EL) en même temps que la ligne de Mulhouse au Rhin. 
Le bâtiment voyageurs de la gare est lourdement endommagé par un bombardement le 9 août 1914.

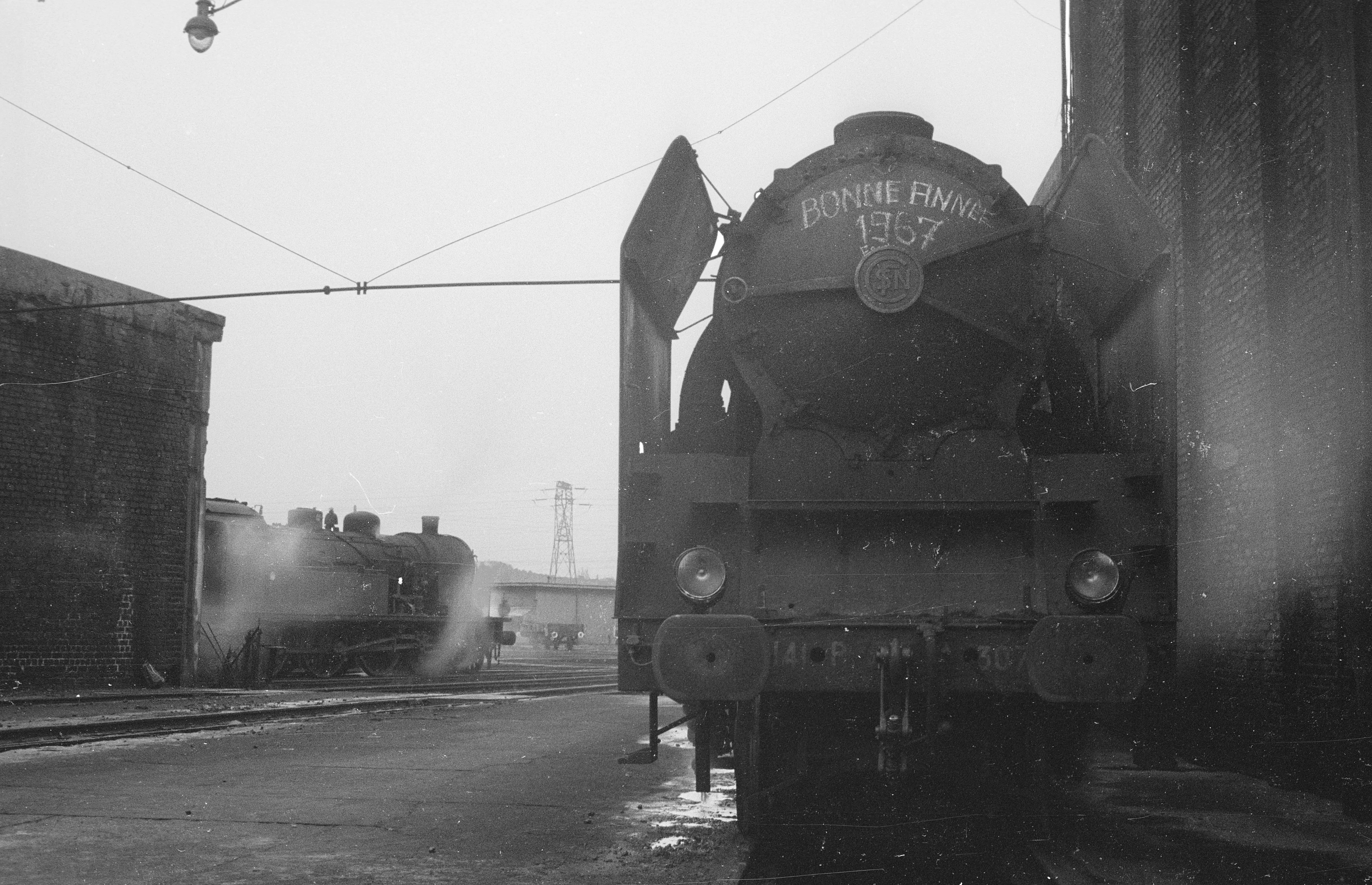
141 P 307 avec vœux de Nouvel An le 2 janvier 1967

Le 19 juin 1919, la gare entre dans le réseau de l'Administration des chemins de fer d'Alsace et de Lorraine (AL), à la suite de la victoire française lors de la Première Guerre mondiale.
Un dépôt de locomotives, jouxtant la gare, est construit en 1930 dans le cadre de la ligne Maginot. Celui-ci remplace alors l'ancien dépôt de La Wanne, à l'est de la gare de Mulhouse-Ville.

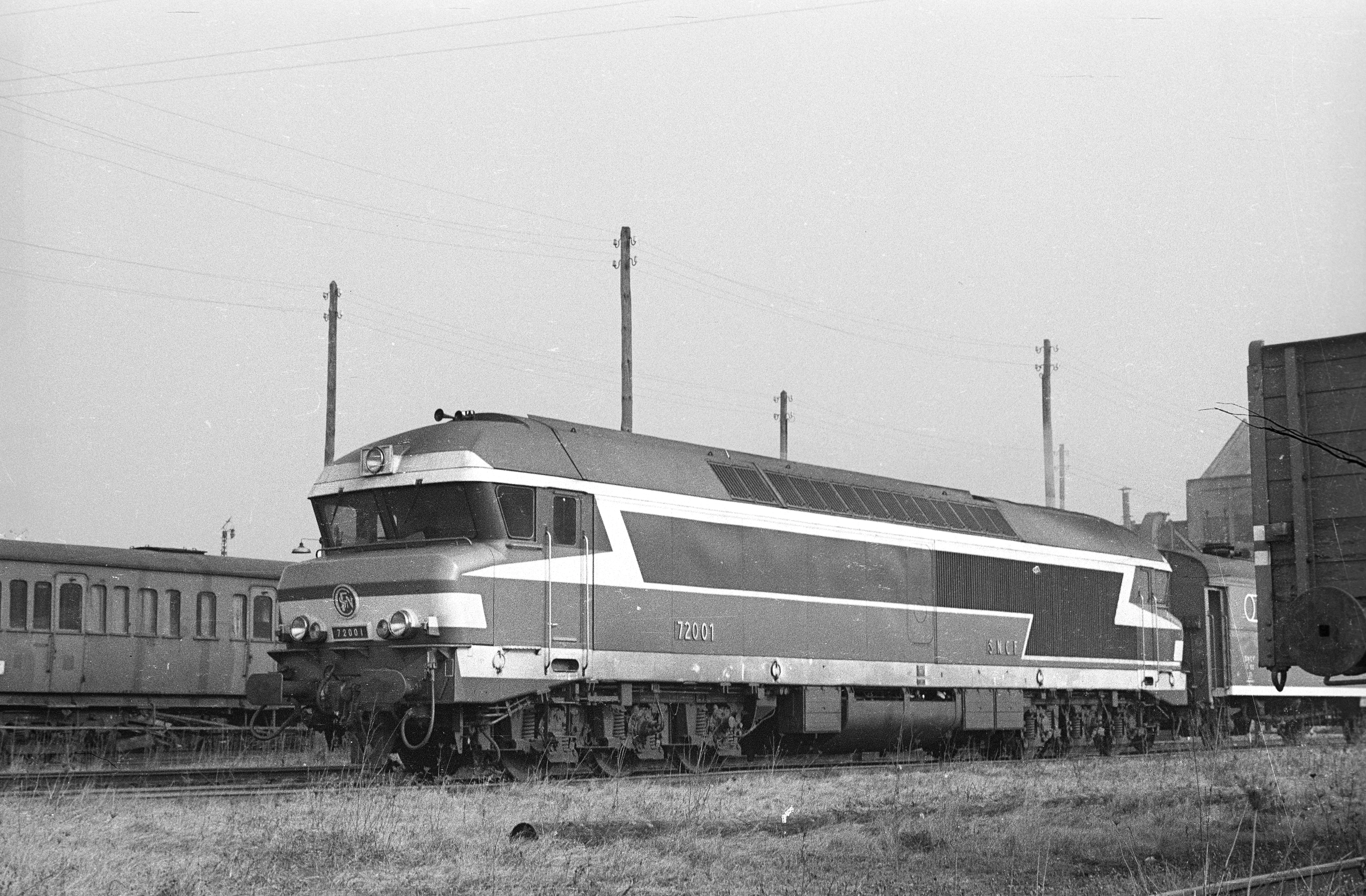
Mulhouse; dépôt de l'Ile Napoléon en mars 1968 CC 72001

Le 1er janvier 1938, la SNCF devient concessionnaire des installations ferroviaires de Mulhouse. Cependant, après l'annexion allemande de l'Alsace-Lorraine, c'est la Deutsche Reichsbahn qui gère la gare pendant la Seconde Guerre mondiale, du 1er juillet 1940 jusqu'à la Libération (en 1944 – 1945).
Dans les années 1950, les effectifs du dépôt d'Île-Napoléon étaient de 65 machines dont des 141 P, des 230 F et des 232 TC.
Le dépôt d'Île-Napoléon est fermé en 1970 puis démoli.
Le bâtiment voyageurs de la gare est vendu à un particulier en 1979.
La ligne est fermée au service voyageurs le 28 septembre 1986, mais reste ouverte au service marchandises. La ligne est rouverte au service voyageurs depuis le 27 août 2006, mais la gare d'Île-Napoléon n'est plus desservie.

## Patrimoine ferroviaire
L'ancien bâtiment voyageurs, désaffecté, est devenu une habitation privée.